# Portrait of the Goddess
Portrait of the Goddess – drugi studyjny album metalcorowej formacji Bleeding Through wydany 30 kwietnia 2002 roku przez wytwornię Indecision Records. Album zawiera 10 utworów. Producentem albumu jest Greg Koller. Płyta trwa niespełna 37 minut.

## Lista utworów
1. "Rise" (Himsa) - 2:06
2. "Our Enemies" - 3:23
3. "Wake of Orion" - 5:25
4. "Just Another Pretty Face" - 3:04
5. "Savior, Saint, Salvation" (M. Shadows) - 6:33
6. "Turns Cold to the Touch" - 4:16
7. "Portrait of the Goddess" - 3:08
8. "Ill, Pt. 2" - 4:41
9. "I Dream of July" - 3:34
10. "Insomniac" - 3:28